# Grand Prairie
Grand Prairie város az USA Texas államában, Dallas, Tarrant és Ellis megyében. Lakosainak száma 196 100 fő (2020. április 1.).

## Népesség
A település népességének változása:

| 2010 | 175 396 |
| 2020 | 196 100 |